# Одрадне (Баштанська міська громада)
Одра́дне — село в Україні, у Баштанській міській громаді Баштанського району Миколаївської області. Населення становить 13 осіб. 
До 2016 року орган місцевого самоврядування — Плющівська сільська рада.

## Населення
Згідно з переписом УРСР 1989 року чисельність наявного населення села становила 37 осіб, з яких 14 чоловіків та 23 жінки.
За переписом населення України 2001 року в селі мешкало 13 осіб.

### Мова
Розподіл населення за рідною мовою за даними перепису 2001 року:
| Мова       | Відсоток |
| ---------- | -------- |
| українська | 84,62 %  |
| російська  | 15,38 %  |